# Spigen
Spigen – południowokoreańskie przedsiębiorstwo zajmujące się dostarczaniem akcesoriów GSM. Powstała w 2009 roku pod nazwą SGP Korea z główną siedzibą w Los Angeles w Stanach Zjednoczonych. Jest jednym ze światowych dostawców akcesoriów mobilnych: etui na telefon, szkieł hartowanych, folii ochronnych, uchwytów samochodowych, ładowarek i kabli.

## Historia
Spigen Korea zostało założone w lutym 2009 roku jako SGP Korea. Po zmianie nazwy w listopadzie 2013, w 2014 roku było notowane na giełdzie KOSDAQ. Największy udziałowiec firmy (dyrektor reprezentacyjny Dae-young Kim) posiada 61,2% akcji. W 2015 roku firma uzyskała 89% swoich przychodów z etui do smartfonów (w tym serii Neo Hybrid i Armor), 6% z ochraniaczy ekranu, a 5% z innych akcesoriów.
Nazwa przedsiębiorstwa wywodzi się od dwóch niemieckich słów: „spiegel” i „gen”, oznaczających lustro i gen. Zostały połączone, aby odzwierciedlić ideologię stojącą za wartościami firmy w tworzeniu rozwiązań odzwierciedlających potrzeby klientów.
| Data | Data                | Wydarzenie |
| ---- | ------------------- | --- |
| 2009 | Luty                | Założenie SGP Korea |
| 2012 | Styczeń Luty Marzec | Zmiana nazwy przedsiębiorstwa na Spigen SGP Przejęcie Spigen Inc. przez Spigen SGP Współpraca z projektantem Karimem Rashidem |
| 2013 | Listopad            | Zmiana nazwy na Spigen Korea                                                                                                  |
| 2014 | Listopad Grudzień   | Notowanie przedsiębiorstwa na giełdzie KOSDAQ Zdobycie nagrody Hong Kong Famous Brand Award                                   |
| 2015 | Styczeń             | Zdobycie tajwańskiej nagrody za popularne produkty akcesoriów domowych PC/mobilnych Uczestnictwo w targach CES 2015           |
| 2016 | Styczeń             | Zdobycie pierwszej nagrody w konkursie koreańskich marek akcesoriów mobilnych                                                 |